# Sigurimi

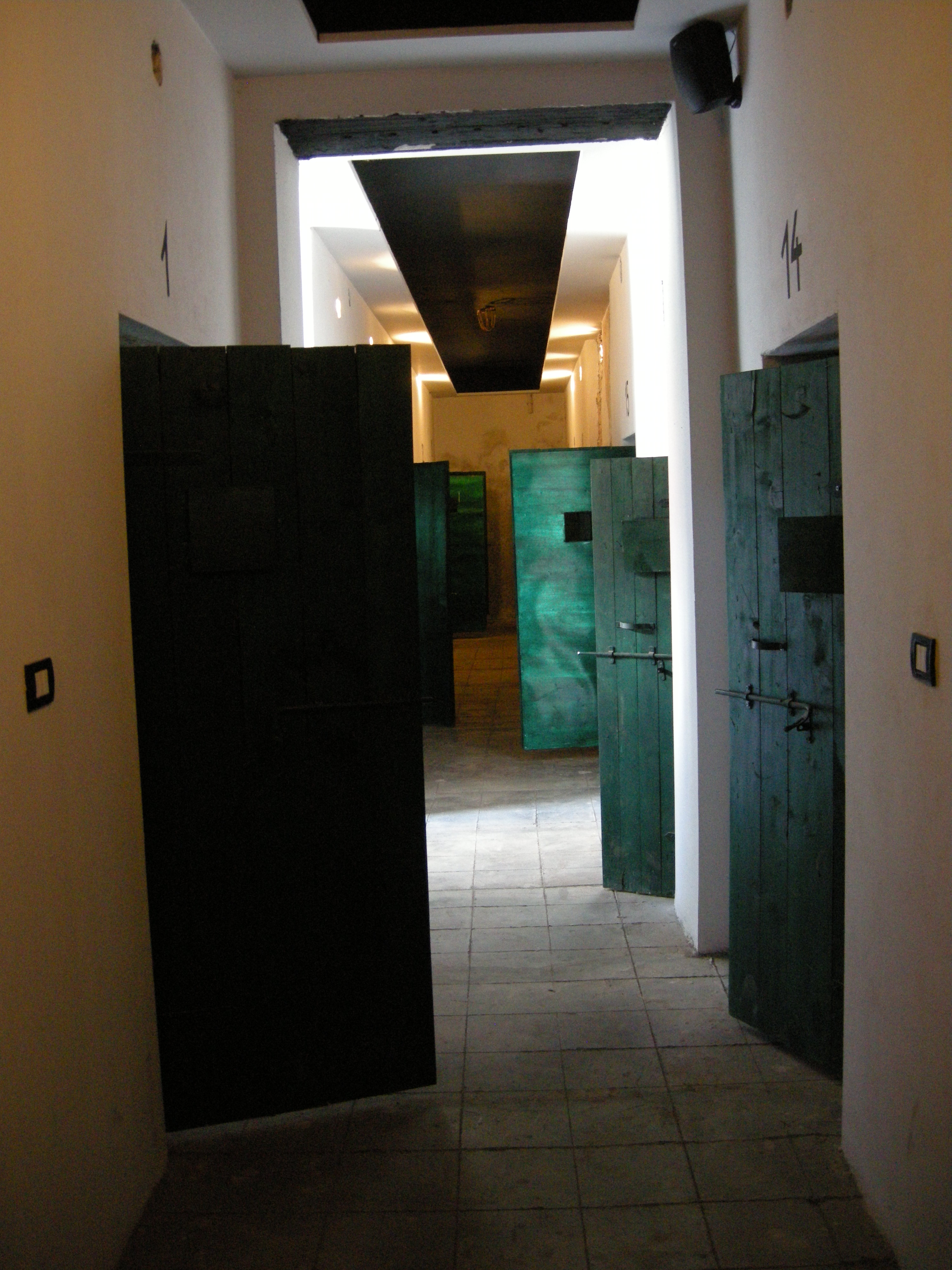
Korytarz więzienia Sigurimi w Szkodrze

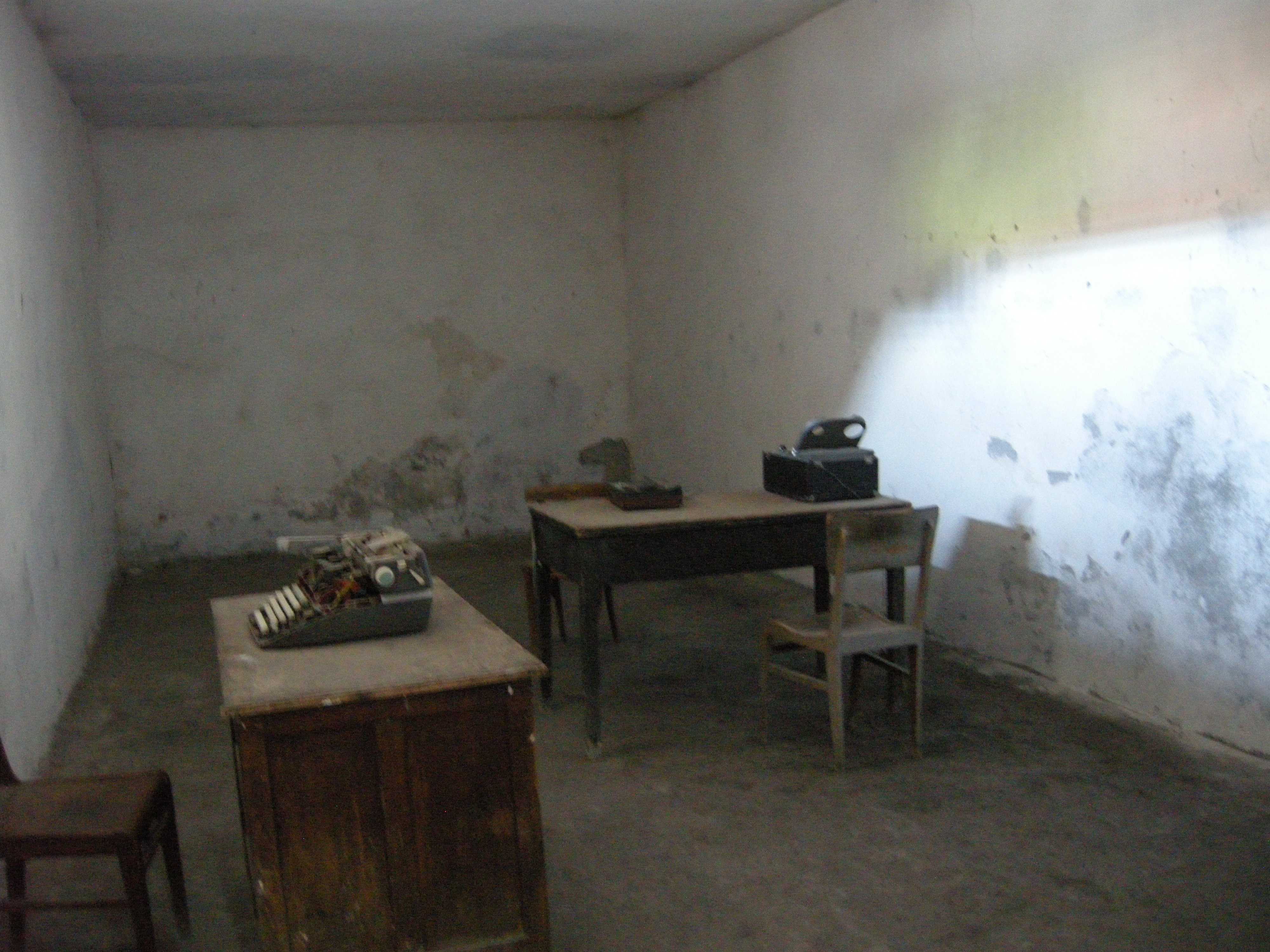
Pokój przesłuchań w więzieniu Sigurimi w Szkodrze

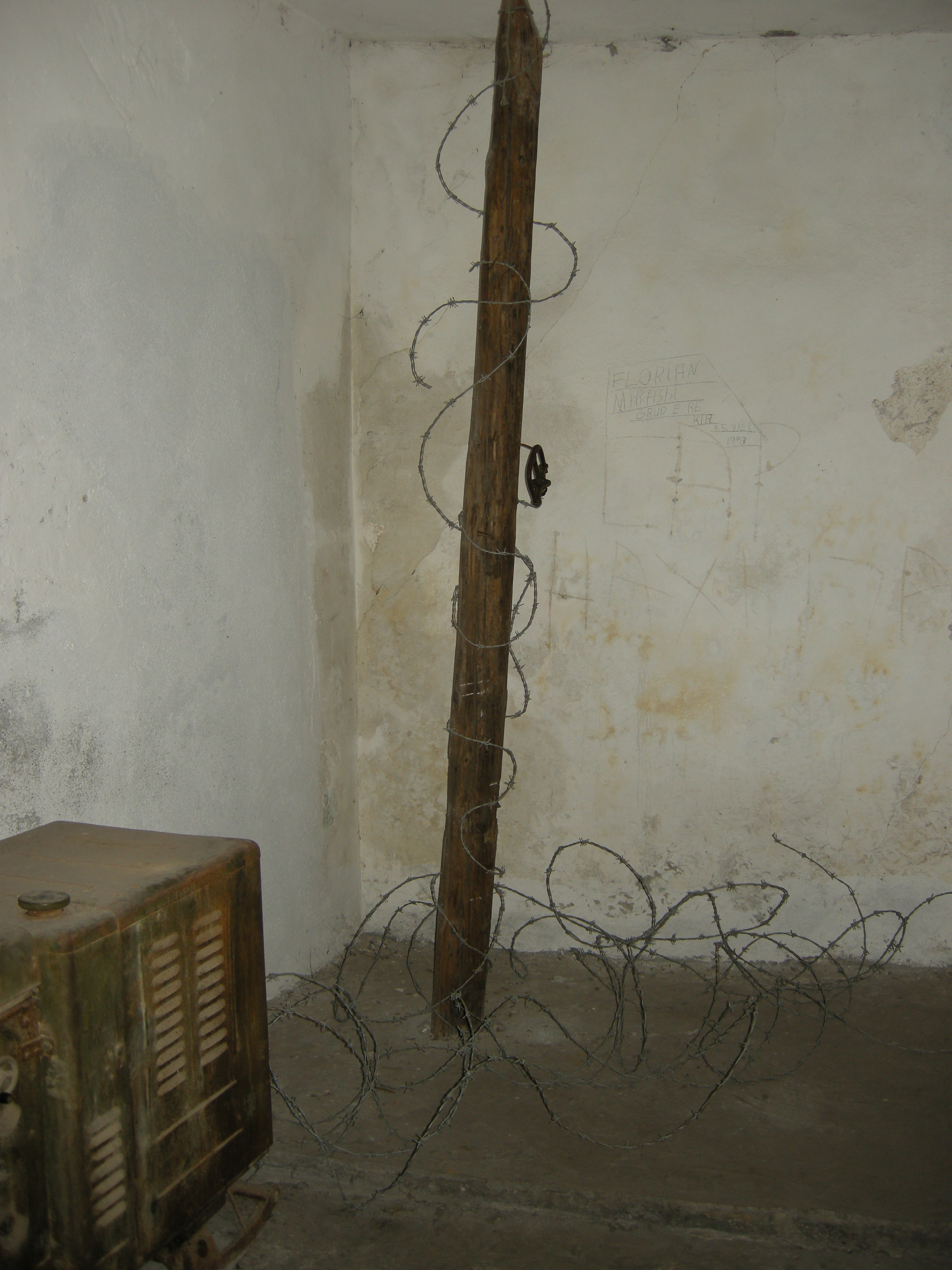
Narzędzia tortur stosowane w więzieniu Sigurimi w Szkodrze

Dyrektoriat Bezpieczeństwa Państwa (alb. Drejtoria e Sigurimit të Shtetit), określany potocznie jako Sigurimi (Bezpieczeństwo) – albańska policja polityczna, działająca w okresie rządów Envera Hodży.

## Historia
20 marca 1943 r. powstały w albańskim ruchu oporu pierwsze struktury odpowiedzialne za bezpieczeństwo wewnętrzne (Służba Wywiadu Armii Narodowo-Wyzwoleńczej). 14 grudnia 1944 r. utworzono Departament Obrony Ludu (Drejtoria e Mbrojtjes së Popullit), którym kierował Koçi Xoxe. Do pracy w Departamencie skierowano 5000 osób, selekcjonując je z grona b. partyzantów. Początkowo była to formacja podlegająca ministrowi spraw wewnętrznych. Nazwa Sigurimi pojawiła się w marcu 1946 r., na wzór jugosłowiańskiej UDBA. W tym czasie na czele służb stał Nesti Kerenxhi, a w skład Sigurimi wchodziło pięć sekcji (wywiadu, ochrony władz, ekonomiczna, personalna, kontrwywiadu).
W latach 80. podlegało Sigurimi także pięć wielkich jednostek piechoty zmotoryzowanej, które zamierzano wykorzystać w przypadku realnego zagrożenia dla kierownictwa partii komunistycznej. W tym czasie liczebność Sigurimi przekraczała 10 000 osób.
Formalne zakończenie działalności Sigurimi miało miejsce 12 lipca 1991. Zastąpiła ją Narodowa Służba Wywiadowcza ShIK (Shërbimi Informativ Kombëtar). W jej szeregach znalazło się wielu byłych funkcjonariuszy Sigurimi, w nowych służbach zachowano też strukturę organizacyjną wzorowaną na Sigurimi.

## Struktura
W obrębie Sigurimi działały trzy odrębne piony (dyrektoriaty)
- Dyrektoriat I – kontrwywiadu
- Dyrektoriat II – bezpieczeństwa przywódców państwa
- Dyrektoriat III – wywiadu

Dyrektoriat III mieścił się na czwartym piętrze Ministerstwa Spraw Zagranicznych, a jego funkcjonariusze występowali oficjalnie jako pracownicy służb dyplomatycznych.
Na rzecz Sigurimi pracowali: rezydenci (organizujący sieć agenturalną), agenci (odpowiednik tajnego współpracownika) i dysponenci lokali, które wykorzystywała Sigurimi (alb. strehues). Członek APP nie mógł być współpracownikiem Sigurimi, bez zgody władz partii.

## Dyrektorzy Sigurimi
- 1944–1946: Koçi Dzodze
- 1946–1948: Nesti Kerenxhi
- 1948: Vaskë Koleci
- 1948–1949: Beqir Ndou
- 1950–1954: Kadri Hazbiu
- 1954–1962: Mihallaq Ziqishti
- 1962–1967: Rexhep Kolli
- 1967–1969: Feçor Shehu
- 1970–1972: Lelo Sinaj
- 1972–1974: Muço Saliu
- 1974–1980: Feçor Shehu
- 1980–1982: Kadri Gojashi
- 1982: Rexhep Kolli
- 1982: Pëllumb Kapo
- 1982–1987: Zylyftar Ramizi
- 1987–1988: Zef Loka
- 1988–1989: Zylyftar Ramizi
- 1989–1990: Frederik Ymeri
- 1990–1991: Nerulla Zebi

## Działalność
Głównym celem działalności Sigurimi było zapobieganie jakimkolwiek próbom obalenia ustroju komunistycznego czy też przewrotu, zmierzającego do zmiany elity rządzącej. Głównym celem Sigurimi na przełomie lat. 40 i 50. XX wieku, było utrzymanie stabilizacji w państwie, kiedy to w ramach operacji Valuable kierowano do Albanii grupy dywersyjne, złożone z emigrantów politycznych. Fiasko tej akcji było możliwe dzięki współpracy z wywiadem sowieckim, w ramach operacji o kryptonimie „Jezioro Bajkał”.
Działalność Sigurimi była skierowana przeciwko jakiejkolwiek opozycji politycznej, która mogła zagrozić stabilności reżimu. Większość funkcjonariuszy Sigurimi stanowili ludzie rekomendowani przez funkcjonariuszy partyjnych, podlegający drobiazgowej selekcji i szkoleniu.
W ramach Sigurimi działały wyspecjalizowane struktury zajmujące się cenzurą, organizowaniem więzień i obozów pracy, kontrwywiadem i zabezpieczeniem osobistym przywódców partii i państwa. Regionalne struktury Sigurimi działały na poziomie każdego okręgu (rreth), a także w każdym zakładzie pracy. Pod nadzorem Sigurimi znajdowały się także placówki dyplomatyczne, jak również przedstawicielstwa handlowe i kulturalne Albanii, działające poza granicami kraju. Od lat 60. funkcjonariusze Sigurimi prowadzili działania operacyjne poza terytorium Albanii korzystając ze statusu personelu dyplomatycznego.
Według Aleksandra Meksiego w latach 1989–1992 na podstawie rozkazu ministra Hekurana Isaia zostało zniszczonych w sposób nieodwracalny ponad 75 % teczek personalnych zgromadzonych przez Sigurimi.

## Sigurimi w filmie albańskim
- Czas nie czeka
- Gość
- Kto jest zabójcą?
- Operacja Ogień
- Po śladach
- Pułapka
- Pułkownik Bunkier
- Zadanie specjalne